# Palamedes (Artussage)

Palamedes’ Wappen

Palamedes (pæləˈmiːdiːz) (auch Palomides (pæləˈmaɪdiːz) oder eine andere Variante wie das französische Palamède; bekannt als li Sarradins, d. h. "der Sarazene") ist ein Ritter der Tafelrunde in der Artussage. Er ist ein heidnischer Mann aus dem Nahen Osten, der später zum Christentum konvertiert, und seine unerwiderte Liebe zu Isolde bringt ihn häufig in Konflikt mit Tristan. Palamedes’ Vater, König Esclabor, und seine Brüder Safir und Segwarides schließen sich ebenfalls der Tafelrunde an. Der Roman Palamedes wurde nach ihm benannt.

## Mittelalterliche Literatur

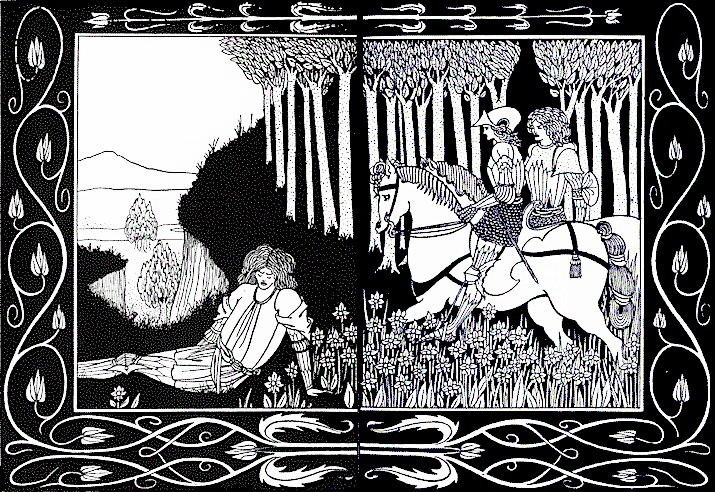
Le Morte d'Arthur Illustration von Aubrey Beardsley: "Wie König Marke und Sir Dinadan hörten, dass Sir Palomides große Trauer um La Beale Isoud (die schöne Isolde) trug".

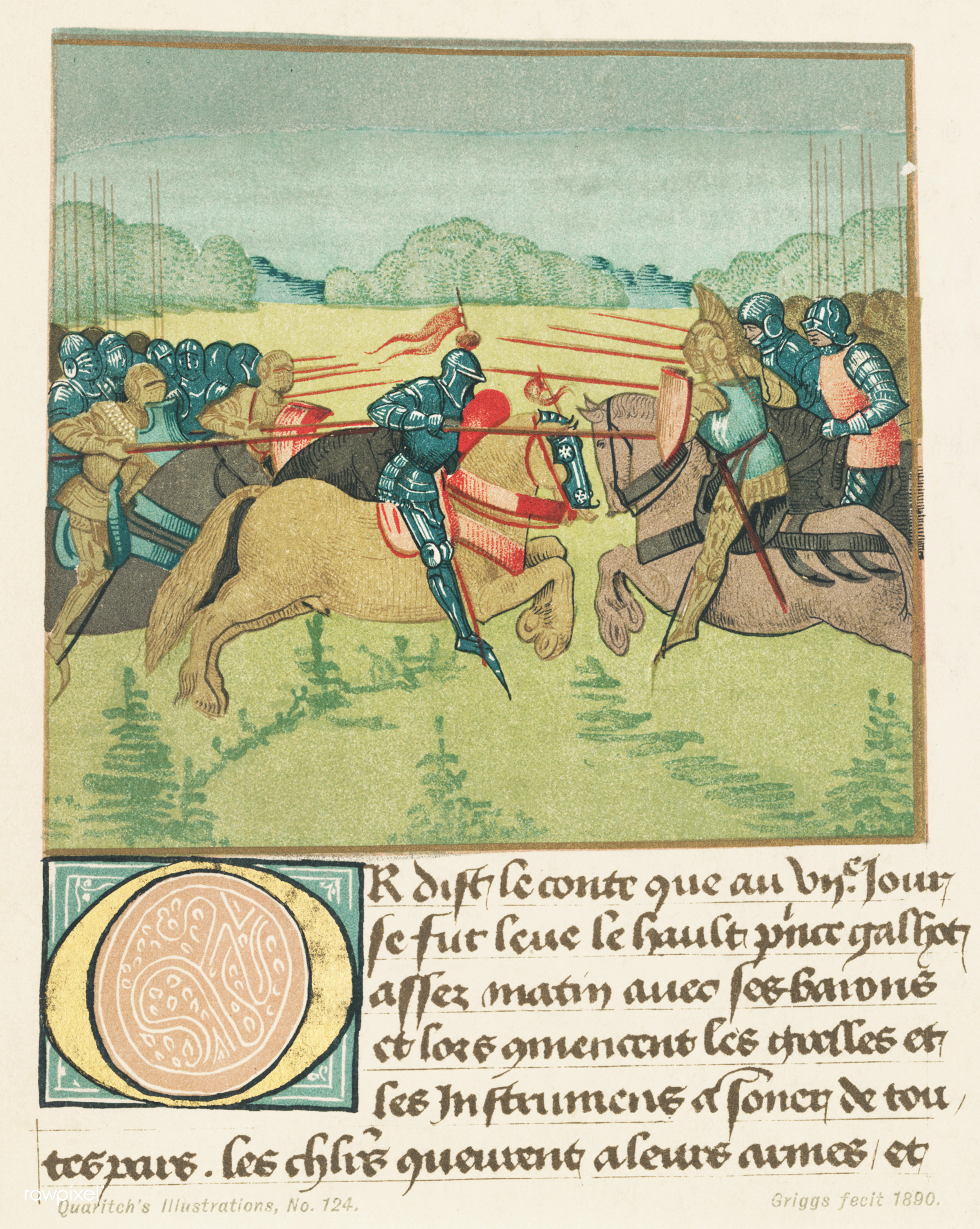
Illustration von Palamedes beim Turnier von Soreloys von William Griggs (1890)

Palamedes taucht zum ersten Mal in der Prosa-Tristan auf, einer Prosaerweiterung der Legende von Tristan und Isolde aus dem frühen 13. Jahrhundert. Er wird als Ritter vorgestellt, der bei einem Turnier in Irland um die Hand von Prinzessin Isolde kämpft; er verliert schließlich gegen den Protagonisten Tristan, zur Freude der Prinzessin.
Tristan verschont ihn, verbietet ihm aber, ein Jahr lang Waffen zu tragen oder Isoldes Liebe zu suchen. Nach Isoldes Hochzeit mit König Marke rettet Palamedes Isoldes Dienerin Brangaine, schließt sich der Tafelrunde an und liefert sich mit Tristan eine Reihe von Zweikämpfen, die in der Regel verschoben werden oder ohne einen klaren Sieger enden. Die beiden versöhnen sich schließlich, führen aber für den Rest der Erzählung eine Hassliebe zueinander.
Palamedes taucht auch im Post-Vulgata-Zyklus und in Thomas Malorys Le Morte Darthur auf und gab sogar seinem eigenen Prosa-Roman seinen Namen, dem Palamedes aus der Romanze aus dem frühen 13. Jahrhundert, der heute nur noch in Fragmenten existiert und die Abenteuer von zwei Generationen von Artushelden beschreibt. Einige Geschichten verraten die Herkunft von Palamedes: Sein Vater Esclabor war ein verbannter König von Babylon, der nach Britannien reiste, wo er König Pellinore rettete und sich mit ihm anfreundete.
In vielen Erzählungen ist Palamedes auch der Jäger der Bestie Glatisant, einer Abscheulichkeit, die nur die Auserwählten töten können. Die Jagd ist ebenso frustrierend und erfolglos wie die Verfolgung von Isolde und bleibt in den meisten Versionen unvollendet. In der Post-Vulgata wird Palamedes jedoch durch seine Bekehrung zum Christentum während der Suche nach dem Heiligen Gral von seinen weltlichen Verstrickungen befreit, und Percival und Galahad helfen ihm, die Bestie in einem See zu fangen, wo er sie schließlich tötet.
Bei Malory schließen sich Palamedes und sein Bruder Safir Lancelot an, nachdem die Affäre des großen Ritters mit Königin Guinevere aufgedeckt wurde. Die Brüder begleiten Lancelot schließlich nach Frankreich, wo Palamedes zum Herzog der Provence ernannt wird. Sowohl im Post-Vulgata-Zyklus als auch im Tristan-Prosa wird er schließlich von Gawain getötet.

## In der modernen Kultur
- In Der König auf Camelot von T. H. White erscheint Palamedes (als Sir Palomides) im zweiten Teil, The Queen of Air and Darkness, als Partner von König Pellinore auf der Suche. (In der Originalversion, The Witch in the Wood, war Sir Palomides der Erzieher der Söhne von König Loth.) Sir Palomides versucht, Pellinore bei der Verfolgung der Bestie (Glatisant) zu helfen, und nimmt dann selbst die Suche auf. Wie Whites Pellinore ist auch Sir Palomides eine sehr komische Figur. Sein Tod durch die Hand von Gawain wird im vierten Teil The Candle in the Wind. erwähnt.
- Palamedes ist eine Figur in der Buchreihe Die Geheimnisse des Nicholas Flamel von Michael Scott.
- Die Geschichte wird auch von Aleister Crowley in The High History of the Good Sir Palamedes (veröffentlicht in The Equinox, Band 1, Nummer 4, Sonderbeilage) erwähnt.
- Marcel Proust gab den Namen einer Figur in seinem Buch Auf der Suche nach der verlorenen Zeit, Palamède baron de Charlus.
- In Film The Black Knight (1954) wird Sir Palamedes von Peter Cushing als verräterischer Spion am Hof von König Artus gespielt.
- Im Film Ich bin Gideon von Tamsyn Muir ist Palamedes Sextus ein hochqualifizierter Geisterbeschwörer, der auch den Rang eines Oberaufsehers der Bibliothek innehat. Er wird oft von seinem Kavalier und Schwertmeister, Camilla Hect, begleitet.